# 超長基線電波干渉法

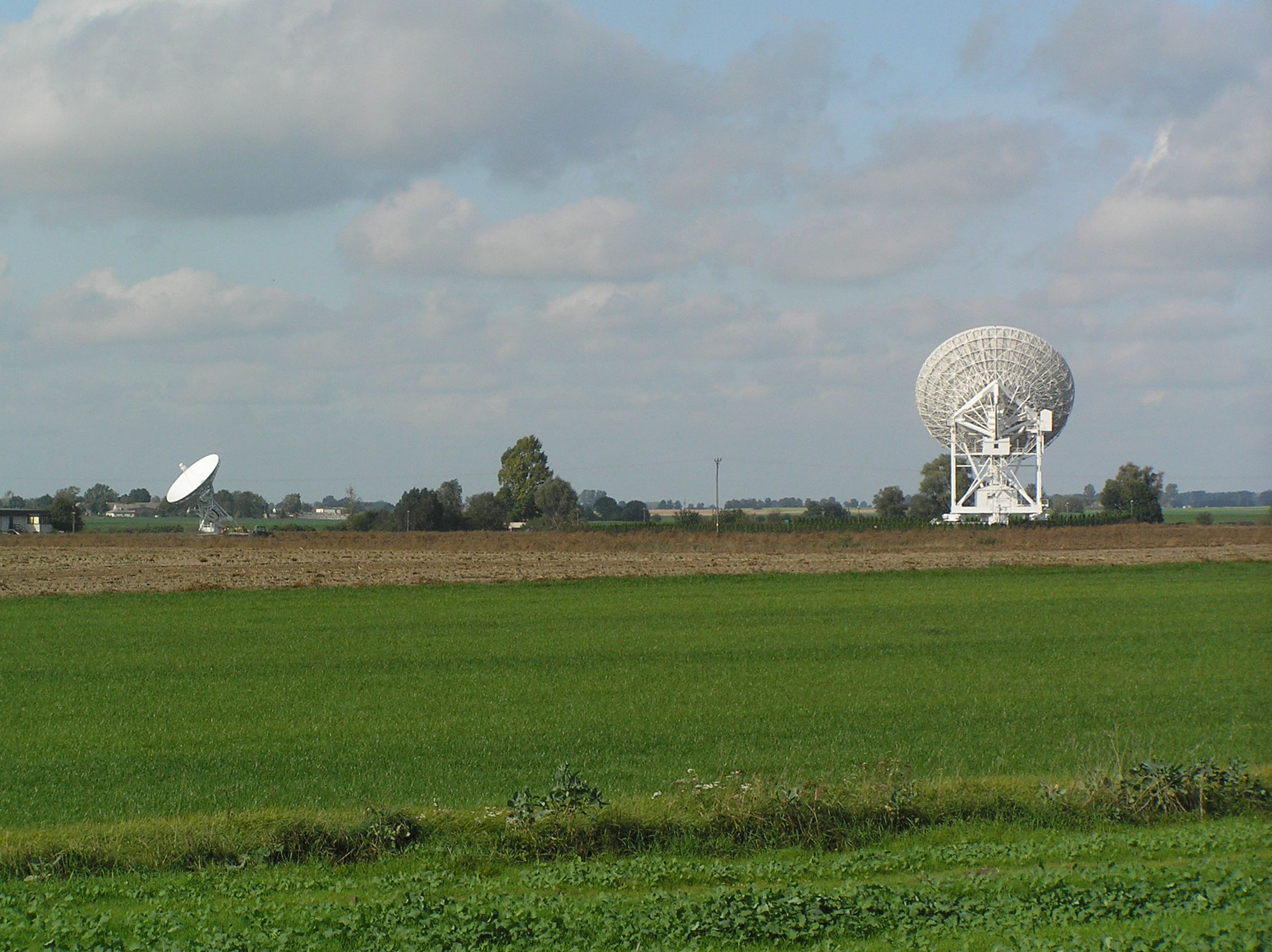
VLBIを構成する電波望遠鏡群の一部（ポーランドPiwnice）

超長基線電波干渉法（ちょうちょうきせんでんぱかんしょうほう、英: Very Long Baseline Interferometry、VLBI）は、電波天文学における干渉法の一種である。離れたアンテナで観測したデータを、原子時計などで計測したタイミング情報とセットにして大容量高速ネットワークにより1か所に集約して相関させることで像を得る手法である。
解像度は、アレイを構成するアンテナのうち、最も離れた二つの間の距離に比例する。VLBIではこの距離を、ケーブルでアンテナ同士を物理的に接続できないような長さにまで拡大することを可能にする。大きく隔たったアンテナによるVLBIで高解像度の像を得ることができるのは、1950年代にロジャー・クリフトン・ジェニソンが開発した閉鎖段階解像技術による。VLBIは通常、ラジオ波の波長域で用いられるが、可視光領域にも応用されつつある。

## 概要
最もよく知られているVLBIの用途は、遠方の宇宙電波源の撮影、宇宙機の追跡、位置天文学などである。逆に、クエーサーなど遠方の電波源からくる電波の2つのアンテナにおける到着時間の遅れを観測することで、基線の長さをミリメートル単位で測定することが可能となり、測量やプレートの運動の研究、国際的な測地系の構築、地球回転計測、世界時の監視などに応用されている。
ヨーロッパやアメリカ合衆国、日本にはVLBI観測網がある。最も感度の高いVLBI網はヨーロッパVLBIネットワーク（EVN）である。アメリカには超長基線アレイ（VLBA）がある。この二つを合わせてグローバルVLBIと呼ぶこともある。これらは後述するスペースVLBI網の一部でもあり、他のいかなる天文観測装置よりも高い解像度を誇る。
現在では観測データとタイミング情報を高速回線を通じてやり取りし、リアルタイムで相関させることも可能となっている。ヨーロッパでは6つの望遠鏡がJoint Institute for VLBI in Europe（JIVE）と1Gbpsの光回線で接続され、世界ではじめてこの新しい技術（e-VLBI）を成功させた天文観測装置となった。
世界天文年2009開幕式記念イベントとして、世界12か国、17台の電波望遠鏡を利用しての、e-VLBIが、おひつじ座の方向にあるブラックホールの観測を行い、その様子がパリの開会式会場で紹介された。

## スペースVLBI
スペースVLBI（SVLBI）は、アンテナのうち一つかそれ以上を人工衛星として宇宙空間に設置することで、地球の直径より大きな基線をもつ干渉計を構築する手法である。これにより、解像度は周波数が同じ場合、地上のVLBIに比べ3から10倍になる。地上のVLBIと違い、SVLBIでは衛星の位置を精密に決定する技術、ドップラー効果による観測周波数のシフトを補償する技術など、多くの技術的課題が存在するが、これらは解決されつつある。
SVLBIの構想自体はVLBIの歴史と同程度に古いものであるが、具体的に検討され始めたのは1980年代のことである。1986年から1988年にかけて、アメリカのTDRSと日本・オーストラリアの電波天文台を用いて地球の2倍程度の基線を持つ干渉計を構築する実験に成功したのがSVLBIの初の成功例である。ヨーロッパでは欧州宇宙機関（ESA）がアメリカ航空宇宙局（NASA）と共同でQUASATという計画を推進していたがホイヘンス・プローブとの優先度競争に負け中止となった。ロシアではラジオアストロンという計画が進められ、ソ連崩壊の混乱などのため計画は延期に延期を重ねられたが、2011年に無事打ち上られた。アメリカではNASAジェット推進研究所（JPL）とアメリカ国立電波天文台（NRAO）がARISE、iARISEという計画を立てているが、X線ミッションやガンマ線ミッションが優先されているため実現の目処が立っていない。
日本では宇宙科学研究所（ISAS）と国立天文台（NAOJ）がVSOP計画を立案し、1997年の「はるか」打上げにより実現した。「はるか」は工学実験衛星であり、天文衛星としては限られた機能しか持たなかったが、実際に天体観測を行い大きな成果をあげた。後続としてVSOP-2計画/ASTRO-G衛星についても開発費が2007年度予算として国会で承認された。しかし目標とするアンテナの精度を達成することができず、2011年11月30日に計画中止が決定された。

## 日本の主なVLBIアンテナ

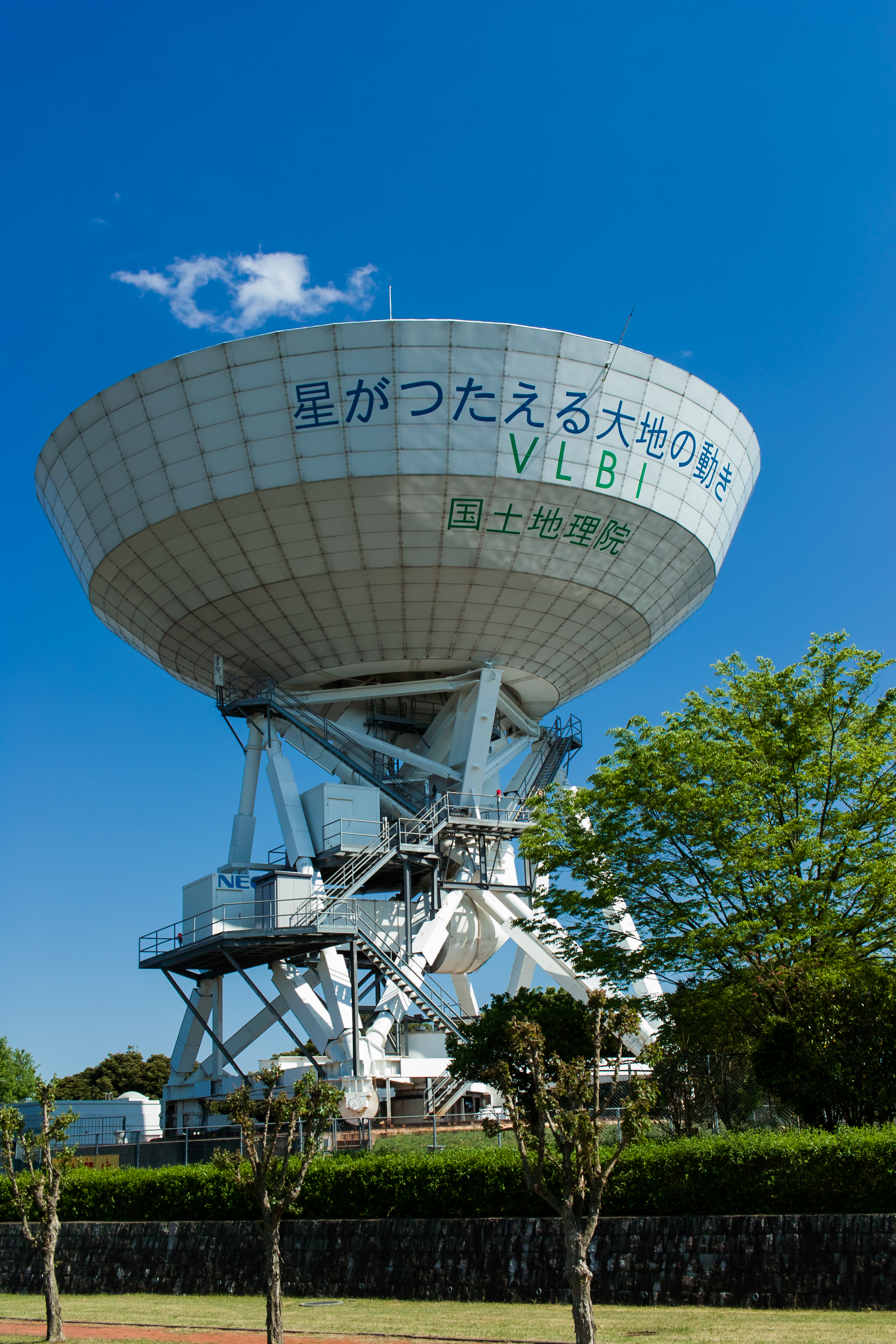
国土地理院のVLBI観測局（茨城県つくば市）2016年12月末運用終了

- 情報通信研究機構
  - 鹿島34mアンテナ- 2021年3月末に撤去
  - 鹿島11mアンテナ 2021年3月末に撤去
  - 小金井11mアンテナ
- 国土地理院
  - つくば32mアンテナ - 2016年12月末をもって運用終了
  - 石岡測地観測局 - 運用終了したつくば32mアンテナの後継。
  - 新十津川3.8mアンテナ - 2013年12月末をもって運用終了
  - 姶良10mアンテナ - 2015年2月末をもって運用終了
  - 父島10mアンテナ - 2015年3月末をもって運用終了
- 国立天文台
  - 野辺山45mアンテナ
  - 水沢10m電波望遠鏡
  - VERA水沢観測局
  - VERA入来観測局
  - VERA小笠原観測局
  - VERA石垣島観測局
- 宇宙航空研究開発機構
  - 臼田宇宙空間観測所 64mアンテナ
  - 内之浦宇宙空間観測所 34mアンテナ